# 溝口助勝
溝口 助勝（みぞぐち すけかつ）は、江戸時代前期の旗本。越後国沢海藩初代藩主・溝口善勝の次男。2代藩主溝口政勝の弟。分家独立して旗本となったが、一代で断絶した。通称は権佐または権之助。

## 略歴
寛永4年（1627年）、2代将軍・徳川秀忠に初めて拝謁する。同11年（1634年）、父の遺領のうち越後蒲原郡の3000石を分与されて分家独立し、3代将軍徳川家光に仕える。同13年（1636年）5月24日、26歳で歿。法号は東繁。江戸貝塚の青松寺に葬った。
助勝には嗣子が無かったため家は断絶し、その遺領は兄の政勝が預かったが、のちにそのうちの2000石が弟の信勝に与えられた。